# Alexandrina mecklenburgi nagyhercegné
Alexandrina mecklenburgi nagyhercegné, született Alexandrina porosz királyi hercegnő (németül: Prinzessin Alexandrine von Preußen, Großherzogin von Mecklenburg, teljes nevén Friederike Wilhelmine Alexandrine Marie Helene; Berlin, 1803. február 23. – Schwerin, 1892. április 21.) porosz királyi hercegnő, házassága révén mecklenburg–schwerini hercegné és Mecklenburg nagyhercegnéje.

## Élete
Alexandrina porosz királyi hercegnő 1803. február 23-án jött világra a berlini királyi palotában III. Frigyes Vilmos porosz király (1770–1840) és Lujza mecklenburg–strelitzi hercegnő (1776–1810) hetedik gyermekeként, egyben negyedik leányaként. A család tíz gyermekéből három kiskorában elhalálozott, nem érték meg a felnőttkort. Alexandrina hercegnő keresztnevét egyik keresztapja, I. Sándor orosz cár után kapta. Édesanyja korai halála után a hercegnő egy életen át tartó szoros, meghitt kapcsolatba került testvéreivel és édesapjával.
A fiatal hercegnő kezét először Oszkár svéd trónörökös kérte meg, a berlini udvar azonban politikai megfontolásból visszautasította az ajánlatot. Ezek után a porosz királyi hercegnő Pál Frigyes mecklenburgi trónörökös herceg (1800–1842) leánykérését fogadta el. A nagyherceg apai ágon a mecklenburgi uralkodócsalád schwerini ágából, anyai ágon az orosz cári családból származott. A menyegzőt 1822. május 25-én tartották a berlini királyi palotában. Az ifjú házasok a ludwigslusti palotába költöztek be; Pál Frigyes trónra lépése után a schwerini nagyhercegi rezidencia lett állandó otthonuk. Alexandrina hercegnő házassága a kezdetektől fogva boldogtalan volt – köztudott ténynek számított, hogy egyik fél sem mutatott hajlandóságot a másik iránt, a katonás természetű mecklenburgi nagyherceg kevés időt szentelt feleségének és gyermekeinek. Pál Frigyes mecklenburgi nagyherceg és Alexandrina porosz királyi hercegnő kapcsolatából három gyermek született:
- Frigyes Ferenc (1823–1883), később Mecklenburg nagyhercege
- Lujza (1824–1859), férje herceg Hugo zu Windisch-Grätz
- Vilmos (1827–1879), felesége Alexandrina porosz hercegnő.

Alexandrina mecklenburgi nagyhercegnére unokája, Cecília porosz trónörökösné így emlékezett vissza: „vidám természete volt, mindent derűsen szemlélt és utolsó napjaiban sem feledkezett el a nevetésről. Természetes értelme jó emberismerettel párosult, rendelkezett a szellemes szórakoztatás képességével.” Nagyhercegnéként a porosz királyi hercegnő három karitatív, illetve gyermekek oktatásával foglalkozó intézményt is alapított. Ezek közül az 1829-ben létrehozott, az első mecklenburgi óvodaként számon tartott Alexandrinenstift maradt fenn a legtovább.
Férje halálát követően az özvegy nagyhercegné a heiligendammi Alexandrinen-Cottage-ban és a schwerini Régi palotában élt. Fiára jelentős befolyást gyakorolt, beleszólással bírt a politikai életbe. Alexandrina porosz királyi hercegnő, mecklenburgi nagyhercegné 1892. április 21-én hunyt el a mecklenburgi fővárosban. Férje oldalára temették el a schwerini székesegyházban. Emlékére szobrot állíttattak, melynek elkészítésével Hugo Berwald szobrászt bízták meg.

## Fordítás
- Ez a szócikk részben vagy egészben  az   Alexandrine von Preußen (1803–1892) című német Wikipédia-szócikk ezen változatának fordításán alapul.  Az eredeti cikk szerkesztőit annak laptörténete sorolja fel. Ez a jelzés csupán a megfogalmazás eredetét és a szerzői jogokat jelzi, nem szolgál a cikkben szereplő információk forrásmegjelöléseként.

## Külső hivatkozások
- Az uralkodóház hivatalos honlapja (német nyelven). Preussen.de. [2017. június 27-i dátummal az eredetiből archiválva]. (Hozzáférés: 2010. október 14.)
- Alexandrina mecklenburgi nagyhercegné levelezése (németül)
- Alexandrina mecklenburgi nagyhercegné udvartartása[halott link] (németül)
- Alexandrina mecklenburgi nagyhercegné fényképe

| Előző: Lujza szász–gotha–altenburgi hercegnő | Mecklenburg nagyhercegnéje 1837–1842 | Következő: Reuss Auguszta köstritzi hercegnő |